# Остеопороз
Остеопороз — системне захворювання скелета, яке характеризується зниженням кісткової маси в одиниці об'єму та порушенням мікроархітектури кісткової тканини, що призводить до підвищення крихкості кісток та високого ризику їх переломів. Висока смертність (від 14 до 58 %) в перший рік після перелому шийки стегна внаслідок остеопорозу і абсолютна непомітність та безболісність патологічних змін дозволяють називати захворювання «тихим вбивцею». 20 жовтня відзначається Всесвітній День боротьби з остеопорозом.

## Актуальність
В останні десятиріччя проблема остеопорозу набула особливого значення внаслідок двох тісно пов'язаних демографічних процесів: різкого збільшення в популяції кількості людей літнього й старечого віку, зокрема жінок у постменопаузальному періоді життя. Приблизно у кожної третьої жінки після 65 років спостерігається як мінімум один перелом кісток. Остеопоротичні переломи істотно впливають на захворюваність і смертність. Переломи стегнової кістки призводять до зниження очікуваної середньої тривалості життя на 12-15 %. Після такого перелому до 20 % хворих помирають протягом перших 6 місяців, близько 50 % пацієнтів не можуть пересуватися без сторонньої допомоги, а третина втрачає здатність до самообслуговування. Проведені нами дослідження показали, що летальність серед хворих із остеопоротичними переломами проксимального відділу стегнової кістки склала протягом двох років 18,6 %; 47 % хворих із зазначеної групи померло протягом перших 6 місяців після виникнення перелому. Сумарний ризик остеопоротичних переломів у віці 50 років становить 39,7 % для жінок та 13,1 % — для чоловіків.
Найчастіше остеопороз уражає жінок, що пов'язано з дефіцитом естрогенів у постменопаузі, нижчим піком кісткової маси порівняно з чоловіками тощо. Остеопороз уражає від третини до половини всіх жінок у постменопаузальному періоді. Втрата кісткової маси розпочинається в жінок приблизно з 35-40 років і становить 0,5-1 % на рік; з настанням менопаузи, а також в перші 3-5 років постменопаузи цей показник зростає до 3-7 % на рік. Отже, у перші роки постменопаузи жінка може втратити до 9-35 % кісткової маси.
У чотирьох із 10 жінок може бути один або більше переломів внаслідок остеопорозу протягом життя. Для порівняння, ризик розвитку інших поширених захворювань серед жінок віком 50 років становить: для раку молочної залози — 9 %, серцево-судинної патології — 40 %. Дані ВООЗ свідчать про те, що кількість ліжко-днів на рік для жінок у постменопаузальному періоді з остеопоротичними переломами проксимального відділу стегнової кістки перевищує даний показник для таких захворювань, як рак молочної залози, гострий інфаркт міокарда, хронічні захворювання легень, цукровий діабет та ін. Летальність внаслідок ускладнень, зумовлених остеопоротичними переломами, в популяції білих жінок 50 років та старше становить 2,8 %, що відповідає показникові летальності від злоякісних пухлин молочної залози. Разом з тим, ризик перелому стегнової кістки дорівнює об'єднаному ризику раку молочної залози, раку матки та раку яєчників.

## Захворюваність в Україні
За результатами досліджень структурно-функціонального стану кісткової тканини в жінок віком 20-89 років остеопороз виявили: у 13 % жінок — у віковій групі 50-59 років, у 25 % — у групі 60-69 років, у 50 % — у групі 70-79 років і в 53 % — у групі 80-89 років.
Загальна передбачувана кількість жінок України, які хворіють на остеопороз, становить 3 005 тис., або 11,8 % від усього жіночого населення. Згідно з отриманими даними суттєве збільшення кількості жінок з остеопорозом спостерігають у віковій групі 50-59 років — 387,0 тис.; у старших вікових групах цей показник зростає (60-69 років — 754,2 тис.; 70-79 років — 1235 тис.) аж до вікової групи 80 років і старше. Зниження показника в останній групі зумовлене зменшенням її кількісного складу.
Отримані результати свідчать про те, що остеопороз у нашій державі набуває характеру непередбачуваної за своїми масштабами епідемії, запобігти якій можливо за умови створення загальнодержавної програми діагностики, профілактики і лікування даного захворювання та його грізних ускладнень.

## Причини захворювання

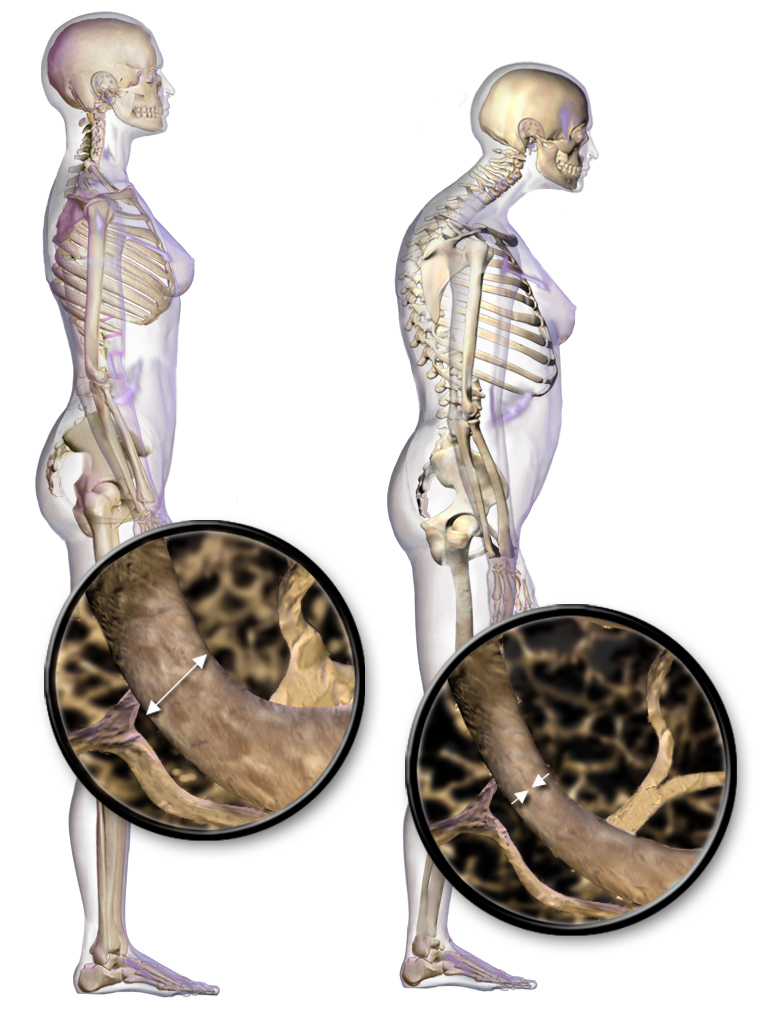
Схема формування остеопорозу

Організму для підтримки нормальної роботи всіх систем постійно потрібні мінеральні речовини. Кісткова тканина — щось на зразок складу, в якому зберігається «недоторканний запас» мінеральних речовин. Коли їх у їжі не вистачає, організм запозичує їх у кісток. Постійне запозичення призводить до того, що кістки стають крихкими, порожнистими та менш щільними, відбувається втрата кісткової тканини, зменшення її маси й у результаті — остеопороз — підвищена крихкість кісток через нестачу в них кальцію.
Пікова кісткова маса, досягнута в дитинстві та підлітковому віці, є одним із основних факторів, що визначають ризик розвитку остеопорозу та переломів. Генетичний потенціал, стать, етнічне походження, харчові фактори, такі як споживання кальцію та вітаміну D, моделі росту та фізична активність впливають на нарощування мінеральних речовин у кістках у дитинстві та визначають пік кісткової маси. Рандомізовані плацебо-контрольовані дослідження, проведені за участю здорових дітей, які споживають кількість кальцію з їжею відповідно до рекомендацій США, показують, що кісткову масу можна збільшити за допомогою добавок кальцію. 
Виділяють дві групи чинників ризику для жінок: традиційні й сучасні. Традиційно розвиткові остеопорозу сприяє зниження з віком (а особливо в період менопаузи) виробництва жіночого гормону — естрогену, який уповільнює зменшення маси кісткової тканини, її розрідження. Другим чинником є виснаження внутрішніх запасів кальцію в період вагітності й годування грудьми.
Сучасними передумовами виникнення остеопорозу є дієти для схуднення, гіподинамія (малорухливий спосіб життя жінок XXI століття), тривале лікування препаратами кортикостероїдних гормонів (преднізолон, триамсинолон, полькортолон і ін.), паління, яке все частіше стає шкідливою звичкою жінок. Також формування неправильних стереотипів харчування — споживання великої кількості рафінованих продуктів й ігнорування продуктів з високим вмістом кальцію. Це підвищує ризик захворюваності на остеопороз для більшості жінок.
Остеопороз — суттєва загроза і для чоловіків. Наразі доведено, що зниження рівня тестостерону в чоловіків літнього та старечого віку (за термінологією зарубіжних дослідників — Partial Androgenic Deficiency Ageing Male, PADAM) призводить до зменшення кісткової маси та розвитку остеопорозу й остеопенії. Показники летальності серед чоловіків при переломах шийки стегнової кістки є вищими, ніж у жінок.

## Класифікація
Згідно з класифікацією виділяють первинний і вторинний остеопороз.

### Первинний
Термін «первинний» застосовують до тих пацієнтів, у яких остеопороз розвивається внаслідок причин, пов'язаних з менопаузою й старінням.

### Вторинний
Якщо остеопороз виникає внаслідок основного захворювання, його трактують як вторинний. Як правило, вторинні форми остеопорозу класифікують відповідно до наступних причин:
- Ендокринні порушення (гіпертиреоз, гіперкортицизм, цукровий діабет, гіпогонадизм, гіперпаратиреоз, захворювання гіпофіза).
- Призначення лікарських засобів (глюкокортикоїди, гепарин, метотрексат, препарати літію, антациди).
- Захворювання органів травлення (гастроектомія, запальні захворювання кишечнику, синдром мальабсорбції, захворювання гепатобіліарної системи).
- Захворювання нирок (хронічна ниркова недостатність, нирковий канальцевий ацидоз, синдром Фанконі).
- Захворювання крові (лейкоз, лімфоми, системний мастоцитоз, мієломна хвороба, таласемія та інші анемії, хвороба Гоше).
- Захворювання сполучної тканини (недосконалий остеогенез, синдром Елерса-Данлоса, синдром Морфана, ревматоїдний артрит, системний червоний вовчак).
- Інші причини: вагітність та лактація, іммобілізація, злоякісні новоутворення, нервово-психічна анорексія, зловживання алкоголем, гіперфосфатемія, синдром Рейлі-Дея.[19]

## Клінічні прояви
До перших ознак захворювання відноситься біль у ділянці хребта, який локалізується в грудному та поперековому відділах.  Характер болю малоінтенсивний, і проявляється виразніше після підняття тяжкості. На зміну структури кісткової тканини вказує зменшення зросту людини, зміну її постави, виникнення малорухливості хребта. Через значне «просідання» тіл хребців формується «горб».
Основна ознака остеопорозу — перелом. Нерідко він супроводжується стертою симптоматикою. Особливу небезпеку для здоров'я та життя становить перелом шийки стегна, який часто закінчується смертю через пневмонію, тромботичні ускладнення. Неодноразові переломи стають причиною болю, малорухливості, зниження сили, порушення функції кінцівки. Людина не здатна обслуговувати себе, виконувати гігієнічні маніпуляції. У 40 % випадків остеопороз закінчується інвалідизацією.

## Ускладнення
Останні дослідження свідчать про те, що остеопороз і атеросклероз є взаємопов'язаними процесами. Було встановлено, що порушення кальцієвого обміну в кістковій тканині безумовно посилюють перебіг атеросклерозу й підвищують ризик його подальших ускладнень. Інші дослідження показують, що при зниженні мінеральної щільності кісткової тканини збільшується відкладення кальцію в коронарних артеріях. Кальцій разом із різними жирами утворює атеросклерозну бляшку, яка через надлишок холестерину в крові відкладається на внутрішній стінці артерії й закупорює її. Це робить артерію менш еластичною, що призводить до утворення тромбів і порушення кровообігу, внаслідок чого людина зазнає інсульту або інфаркту. Щоб уникнути негативних наслідків остеопорозу (таких, як атеросклероз), слід знати все про хворобу та способи її профілактики.

## Сучасні методики діагностики
Серед багатьох чинників, що мають значення в розвитку порушень структурно-функціонального стану кісткової тканини й розвитку остеопорозу важливими є особливості будови тіла людини.
За результатами дослідження, у жінок віком 50—89 років, які мали порушення структурно-функціонального стану кісткової тканини (остеопенія, остеопороз), були ймовірно зменшені такі антропометричні показники, як зріст, довжина голови (тільки у віковій групі 70 — 89 років), діаметр плеча, обхват грудної клітки . Зменшення довжини лопатки та збільшення довжини шиї спостерігалося в групі 50 — 89 років та 50 — 69 років. Крім того, в цих групах у жінок з нормальним структурно-функціональним станом кісткової тканини спостерігали зменшення антропометричних показників, які характеризують особливості жирового обміну (товщина складки на спині, товщина складки на плечі, товщина складки на животі, товщина складки на стегні, товщина складки на гомілці). Такі показники, як довжина стегна, довжина гомілки, обхват плеча, ширина плеча, обхват широкої частини передпліччя, діаметр гомілки, ширина ступні, поперечний діаметр грудної клітки, тазовий діаметр, мали тенденцію до зниження у хворих з остеопорозом.
Для пацієнток з остеопоротичними переломами порівняно з пацієнтками без них характерним було вірогідне зниження таких антропометричних показників, як довжина стегна, обхват кисті, обхват вузької частини гомілки, висоти обличчя.
Сьогодні в Україні доступні найсучасніші методи діагностики остеопорозу, золотим стандартом якої є двохенергетична рентгенівська денситометрія (DEXA), або абсорбціометрія, яка дає змогу визначати мінеральну щільність кісткової тканини в осьовому скелеті. У нашій країні вже є 7 таких денситометрів, один із них, найсучасніший, — у Києві, в Українському науково-медичному центрі проблем остеопорозу, а також у Харкові у Інституті патології хребта та суглобів ім. проф. Ситенка. Іншим методом є ультразвукова денситометрія, яка є має нижчу діагностичну цінність порівняно з абсорбціометрією, але є доступнішою (див. Денситометрія (медицина)). Її рекомендують проводити після 40 років. Крім того, також для діагностики остеопорозу використовують рентгеноморфометрію, кількісну комп'ютерну томографію і біохімічні маркери метаболізму кісткової тканини.

## Лікування
При визначенні тих пацієнтів, яким необхідна фармакотерапія остеопорозу, виділяють три групи високого ризику переломів:
- Пацієнти з низькоенергетичними переломами в анамнезі;
- Пацієнти з низькою кістковою масою (Т-критерій відповідає -2,5 SD за даними двохфотонної рентгенівської абсорбціометрії);
- Пацієнти з високим ризиком остеопоротичних переломів (за даними онлайн калькулятора FRAX®[23], який з 2016 року доступний для користувачів в українській версії і використовує українські статистичні дані для прогнозування). До таких належать пацієнти з ризиком розвитку основних остеопоротичних переломів ≥20 % або ризиком перелому стегна ≥3 % протягом наступних 10 років[24]

Дослідницька група, очолювана професором J. Kanis і співавт. (2015), вважає, що немає необхідності у визначенні діагностичних критеріїв початку фармакотерапії остеопорозу, потрібно використовувати оцінку ризику переломів за допомогою онлайн інструмента — калькулятора FRAX®, і ініціювати лікування у пацієнтів з ризиком, що перевищує поріг.
Наразі в клінічній практиці застосовуються лікарські засоби, які довели свою ефективність у зниженні ризику переломів різної локалізації (вертебральних і невертебральних) в тривалих багатоцентрових плацебо-контрольованих клінічних дослідженнях. Вибір терапії залежить від конкретної клінічної ситуації, а за умови призначення окремих препаратів — також від переважного шляху введення (перорально, ін'єкційно — підшкірно або внутрішньовенно).Підшкірна форма таких препаратів має перевагу у легкості дотримання режиму прийому та економічну ефективність.
Для лікування постменопаузального остеопорозу рекомендованими лікарськими засобами з доведеною ефективністю щодо зниження частоти переломів стегнової кістки, вертебральних і невертебральних переломів для початкової терапії є (в алфавітному порядку): алендронат, деносумаб, золедронова та ризедронова кислоти. Теріпаратид, деносумаб або золедронова кислота мають призначатися пацієнтам, які мають протипоказання до призначення препаратів, що приймаються перорально, як стартова терапія у пацієнтів з високим ризиком виникнення переломів.
Деносумаб — продукт генної інженерії, повністю людське моноклональне антитіло з групи IgG2, антирезорбтивний лікарський засіб, що регулює кісткову резорбцію за рахунок пригнічення дозрівання остеокластів (відео). Для лікування остеопорозу використовується у вигляді підшкірної ін'єкції в дозі 60 мг 1 раз на півроку. Деносумаб збільшує мінеральну щільність кісткової тканини в трабекулярному та кортикальному шарах. У показаннях до використання деносумаба в цій дозі: є лікування осіб з високим ризиком виникнення переломів: жінок з постменопаузальним остеопорозом, чоловіків з остеопорозом, лікування глюкокортикоїд-індукованого остеопорозу у чоловіків і жінок, чоловіків з неметастатичним раком передміхурової залози, які отримують терапію пригнічуючу синтез андрогенів; жінок, які отримують ад'ювантну терапію інгібіторами ароматази з приводу раку молочної залози.
Бісфосфонати імовірно знижують ризик остеопоротичних переломів.. Ці лікарські препарати збільшують мінеральну щільність кісткової тканини тільки в трабекулярному шарі і випускаються в формах для перорального прийому або внутрішньовенно (наприклад, золедронова кислота, яка має в показаннях лікування остеопорозу, має бути у вигляді 100 мл розчину, який містить 5 мг золедронової кислоти (безводної), що відповідає 5,33 мг золедронової кислоти моногідрату). Зниження ризику переломів становить від 25 % до 70 % в залежності від того, які кістки залучені. Ефективність препаратів стає вираженішим після прийому протягом 3-5 років. За умов тривалого прийому бісфосфонатів існує дуже низький ризик виникнення атипових переломів стегна і остеонекрозу нижньої щелепи. Після прийому протягом 3-5 років ефективність бісфосфонатів знижується і в світлі розвитку небажаних явищ, допустимо припинення прийому через цей період часу.
Додаткове вживання фтору не має ефективності у лікуванні постменопаузального остеопорозу, тому що фтор збільшуючи мінеральну щільность кісткової тканини, не знижує ризик виникнення переломів.
Теріпаратид (рекомбінантний гормон паращитовидних залоз) продемонстрував ефективність у лікуванні жінок з постменопаузальним остеопорозом. Гормональна замісна терапія ефективна у лікуванні остеопорозу, але рекомендована тільки для жінок з симптомами менопаузи. Вона не рекомендована для лікування остеопорозу як такого. Ралоксифен ефективний в зниженні виникнення вертебральних переломів, але не впливає на ризик невертебральних переломів. Знижуючи ризик виникнення раку молочної залози, він підвищує ризик тромбозу та інсульту. У чоловіків з гіпогонадизмом тестостерон демонстрував покращення якісних та кількісних показників кісток, але з 2008 не було досліджень, які б оцінювали вплив на ризик переломів в цій групі або групі чоловіків з нормальним рівнем тестостерону. Кальцитонін, який раніше був рекомендований, зараз не використовується у зв'язку з асоційованим ризиком виникнення раку та сумнівним ефектом у відношенні до зниження імовірності виникнення переломів.
Для контролю ефективності фармакотерапії остеопорозу проводиться двохенергетична рентгенівська денситометрія кожний рік або два до моменту стабілізації показників мінеральної щільності кісткової тканини. Звертають увагу на зміни мінеральної щільності кісткової тканини в поперековому відділі хребта, проксимальному відділі стегнової кістки або шийці стегнової кістки; контрольні дослідження бажано проводити в одному закладі та за допомогою одного приладу. Також використовують аналіз маркерів кісткового ремоделювання для оцінювання адекватності прийому препаратів пацієнтом та ефективності лікування. Значне зниження маркерів резорбції відбувається під впливом антирезорбтивної терапії та пов'язане зі зниженням ризику виникнення переломів; значне підвищення маркерів демонструє відповідь на терапію анаболічними препаратами.
Наразі в Україні існують сучасні діагностичні та лікувальні можливості для успішної боротьби з остеопорозом і профілактики його розвитку в здорових людей. Проведення Всесвітніх днів остеопорозу в Українському науково-медичному центрі проблем остеопорозу (Київ) популяризує сучасні знання про остеопороз серед лікарів та пацієнтів.

## Профілактика
Раціональне харчування займає важливе місце серед профілактичних заходів щодо розвитку остеопорозу в усіх вікових періодах. Воно відіграє важливу роль у формуванні піку кісткової маси в молодому віці та темпах втрати кісткової тканини в жінок у постменопаузальному періоді. Дані щодо фактичного харчування населення вказують на те, що практично в усіх економічно розвинених країнах люди літнього віку вживають значно менше кальцію в порівнянні з фізіологічними нормами. У дослідженнях, проведених спільно зі співробітниками лабораторії гігієни харчування Інституту геронтології АМН України, встановлено, що в населення старших вікових груп існує значний дефіцит кальцію (42 % від величин, які рекомендуються). Рівні вживання основних макронутрієнтів, які впливають на ремоделювання кісткової тканини, кальцію, магнію, фосфору в добовому раціоні жінок усіх вікових груп були достовірно нижчими за рекомендовані. Лише у 3,2 % жінок вміст кальцію в харчовому раціоні перевищував 1000 мг/добу, а у понад половини пацієнток він був меншим за 200 мг/добу.
Кальцій — основний негормональний засіб, який використовується для профілактики та лікування остеопорозу. Доведено, що додаткове його введення (500—1500 мг на добу) імовірно зменшує втрату кісткової маси в постменопаузальному періоді. Використання кальцію сприяє зниженню частоти переломів хребців та стегнової кістки в літньому та похилому віці. Результати проведених досліджень свідчать про зниження на 60 % числа переломів стегнової кістки серед чоловіків та жінок, вміст кальцію в яких у фактичному раціоні харчування становив більше 700 мг/добу в порівнянні з тими, хто приймав його менше 500—700 мг/добу.

### Раціон
На міцність кісток впливає не стільки абсолютна кількість кальцію в їжі, скільки співвідношення в харчовому раціоні кальцію й фосфору: кількість кальцію повинна в півтора-два рази перевищувати кількість фосфору. Крім того, для повноцінного засвоєння кальцію в раціоні повинні бути ще й магній, бор, мідь, марганець, цинк, вітаміни B6, C, K і фолієва кислота, а також певні білки й жири, що сприяють засвоєнню вітаміну D. Правильно складений раціон, що містить усі необхідні компоненти, здатен серйозно зменшити загрозу розвитку остеопорозу.
Що повинно бути на столі:
- Молоко й молочні продукти (краще знежирені). У них оптимальне співвідношення кальцію й фосфору. Крім того, жир ускладнює засвоєння кальцію, тому краще вживати молочні продукти зі зниженою жирністю.[джерело?]
- Свіжі овочі й фрукти, особливо всі види капусти (білокачанна, броколі, цвітна), морква, ріпа. Крім кальцію, вони містять всю «групу підтримки» мікроелементів, необхідних для повноцінного засвоєння кальцію.
- Бобові, волоські горіхи, гарбузове й соняшникове насіння, олії. Всі вони містять білки й жири, необхідні для зміцнення кісткової тканини й засвоєння вітаміну D.

Слід виключити з раціону продукти, які погіршують засвоєння кальцію або сприяють його вимиванню з організму. Це так звані «викрадачі кальцію»:
- Цукор, мед, вироби з пшеничного борошна (макарони, білий хліб), кава, чай. Усі рафіновані продукти й кофеїн порушують всмоктування кальцію в кишечнику.
- М'ясні продукти заводського виготовлення (натуральне м'ясо на засвоєння кальцію не впливає).
- Надлишок кухонної солі. Кухонна сіль витісняє з організму кальцій, який виходить разом із сечею. Всього одна зайва чайна ложка солі в день може викликати зменшення кісткової маси на 1,5 % за рік.
- Алкогольні напої. Зловживання алкоголем нерідко спричинює остеопороз навіть у чоловіків середнього віку, які взагалі-то до нього зовсім не схильні. Яскраво виражений остеопороз із ламкістю кісток розвивається в усіх жінок, які зловживають алкоголем, причому дуже рано.

Взимку й навесні темпи розвитку остеопорозу прискорюються, тому що для формування кісткової тканини окрім кальцію необхідна достатня кількість вітаміну D, що утворюється в організмі під впливом сонячного опромінення, якого в зимовий період замало.

## Організації боротьби з остеопорозом
- Міжнародна асоціація остеопорозу (IOF)
- Український науково-медичний центр проблем остеопорозу.
- Українська асоціація остеопорозу